# Namori Meité
Namori Meité (Parigi, 5 febbraio 1988) è un cestista francese con cittadinanza ivoriana.

## Carriera
Con la Costa d'Avorio ha disputato due edizioni dei Campionati africani (2009, 2015).